# X-Men Legends
X-Men Legends, TV-spel till Xbox, Playstation 2, Gamecube och N-Gage. Man spelar X-Men och slåss mot mutanthatare med Sentinels och mot Magneto och hans Brotherhood of Mutants.
- Michelle Arthur - Moira
- Dee Bradley Baker - Nightcrawler, Multiple Man
- Leigh Allyn Baker - Jean Grey
- Steven Jay Blum - Wolverine
- Earl Boen - Colossus
- Cheryl Carter - Storm
- Grey DeLisle - Mystique
- John Di Maggio - Juggernaut
- Robin Atkin Downes - Cyclops, Pyro
- Richard Doyle - Beast
- Jeannie Elias - Illyana
- Dorian Harewood - Shadow King
- Dan Hay - Apocalypse
- Tony Jay - Magneto
- Mark Klastorin - Blob
- Nancy Linari - Marrow
- Peter Lurie - Avalanche, Sabretooth
- Scott MacDonald - Gambit
- Masasa - Psylocke
- Erin Matthews - Rogue
- Danica McKellar - Jubilee
- Matt Nolan - Havok
- Lou Diamond Phillips - Forge
- Darren Scott - Iceman
- Armin Shimerman - Toad
- André Sogliuzzo - Angel
- Patrick Stewart - Professor Charles Xavier
- Cree Summer - Magma